# Военинженер 2-го ранга
Военинженер 2-го ранга — воинское звание в Рабоче-Крестьянской Красной Армии СССР для старшего инженерно-технического состава. Введено Постановлением ЦИК СССР и СНК СССР от 22 сентября 1935 года «О введении персональных военных званий начальствующего состава Рабоче-Крестьянской Красной Армии и об учреждении положения о прохождении службы командным и начальствующим составом РККА», отменено Указом Президиума Верховного совета СССР от 7 мая 1940 года «Об установлении воинских званий высшего командного состава Красной армии».
Выше военинженера 3-го ранга, ниже военинженера 1-го ранга. Соответствовало званиям капитан 3-го ранга и майор; аналог воинского звания капитан 3-го ранга в российском, советском и иностранных военно-морских флотах.